# Черкащина (футбольний клуб)
Ця стаття — про футбольний клуб «Черкащина», заснований під назвою «Славутич» 2010 року. 
Про футбольний клуб «Дніпро» з міста Черкас, який існував з 1955 по 2009 рік, див. Дніпро (Черкаси).
«Черкащина» — український футбольний клуб з міста Черкаси. Створений 2010 року на базі колишнього клубу «Дніпро». До 2014 року мав назву «Славутич», а до 2018 — «Черкаський Дніпро».
20 червня 2011 року команда «Славутич» отримала професіональний статус. У березні 2014 року «Славутич» став першою командою з другої ліги за всю історію українського футболу, якій вдалося пробитися до півфіналу Кубка України. Улітку 2014 року «Славутич» об'єднався з командою «Зоря» (Білозір'я) під назвою «Славутич-Зоря», проте незабаром отримав назву «Черкаський Дніпро». У липні 2018 року команда була перейменована в «Черкащина-Академія», а вже рівно через рік просто в «Черкащина».

## Історія
Футбольний клуб був створений 10 червня 2010 року за ініціативи колишнього голови Черкаської області Сергія Тулуба, який став його почесним президентом. Віце-президентом клубу став Володимир Ходак, який до цього мав власний футбольний клуб «Ходак». Головним тренером був призначений Олександр Кирилюк (бувший тренер «Ходака»), а до колективу запросили перспективних вихованців місцевих спортивних шкіл. Свій перший офіційний матч команда зіграла вдома 4 травня 2011 року проти клубу «Діназ» з Вишгороду у рамках аматорського чемпіонату (рахунок 1:0). Тоді був забитий і перший гол — його автором став Олег Гопка. Вже влітку «Славутич» пройшов атестація у ПФЛ і отримав статус професійного клубу. Перший офіційний матч як професійна команда клуб провів 16 липня 2011 року проти команди «Мир» з Горностаївки (рахунок 1:0), а перший гол тоді забив Сергій Таран.

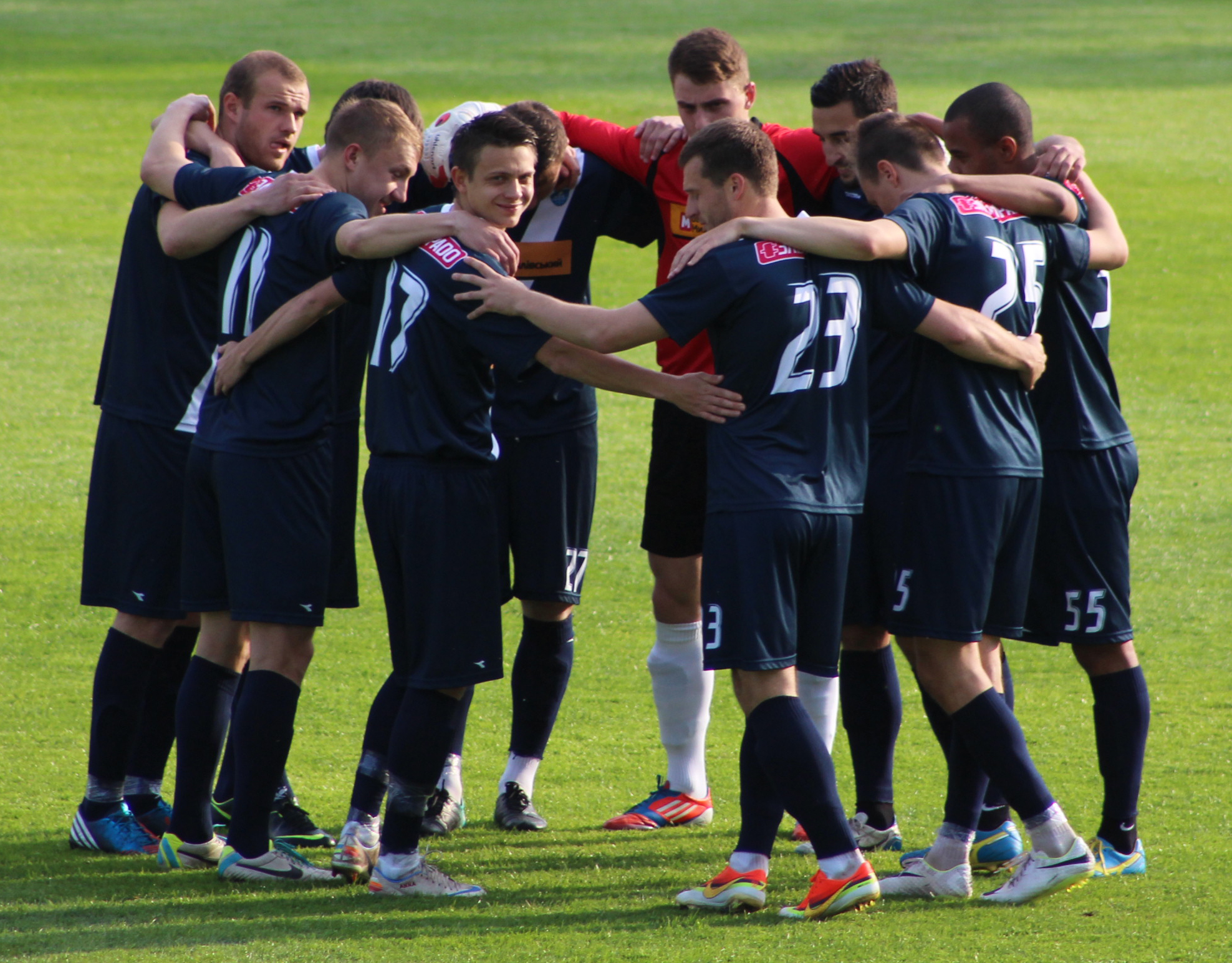
«Славутич» перед матчем проти «Оболонь-Бровар». 1 травня 2014 року

Перший матч у чемпіонаті України серед професійних клубів «Славутич» провів 23 липня 2011 року проти тернопільської «Ниви», яку він розгромив з рахунком 3:0, а перший гол вже на 5 хвилині забив Сергій Таран. Свій перший сезон у чемпіонаті клуб закінчив на 3 місці другої ліги. У наступному сезоні команда працювала на вихід до першої ліги. Перше коло «Славутич» закінчив другим. 23 вересня 2012 року клуб провів свій перший матч у Кубку України проти луцької «Волині». Спочатку черкащани перемагали з рахунком 1:0, але на останніх хвилинах волиняни зрівняли рахунок, а у додатковий час забили ще один гол. Після цієї поразки у клуба почалась чорна смуга невдач і 4 з 5 наступних матчів — були поразки. Після цього у відставку був відправлений головний тренер Олександр Кирилюк, його замінив Анатолій Дейнеко. У 2012-2013 Черкаські фанати вимагали переіменувати клуб у Дніпро, але начальник Управління у справах сім'ї, молоді та спорту черкаської ОДА Вадим Береза, який був одним із тих, хто брав участь у створенні ФК "Славутич", зазначив, що клуб не буде змінювати своєї назви. "Славутич не є правонаступником клубів ФК Черкаси чи "Дніпро" – це зовсім інший клуб. Є група вболівальників, яких десь сто чоловік, які називають себе вірними традиціям. Але яким - клубу "Дніпро" чи футбольним традиціям Черкащині? Є клуб "Славутич", і ми запрошуємо цих ультраc бути фанатами цього клубу, - зазначав Вадим Береза. "Якщо ультрас не хочуть підтримувати "Славутич" – це їхня позиція і кожен має на неї права. Нехай підтримують команду "Дніпро", яка не існує. Ніхто не каже кричіть "Славутич – молодець", а просто на трибунах підтримайте черкаський футбол загалом. Не подобається "Славутич" – скандуйте "Черкаси, вперед"!
1 лютого 2013 року новим тренером клубу став Сергій Пучков. За нього клуб посів 3 місце у другій лізі, але не зміг пробитись до першої ліги. Заключний матч проти стрийської «Скали» команда виграла з рахунком 7:0. Пучков покинув клуб, а на його місце поставили Ігора Петрова.
Першу частину сезону 2013/2014 команда розпочала серед лідерів, але восени отримала декілька невдач і закінчила перше коло на 6 місці. У грудні 2013 року у клубі стались зміни у керівництві: генеральним директором став Володимир Лашкул, спортивним тренером — Олександр Кирилюк, а посаду головного тренера з 25 грудня посів Юрій Бакалов. Однак у Кубку України «Славутич» зіграв набагато краще, обігравши такі команди як «Реал Фарма» з другої ліги, «Авангард» та «Ниву» з першої ліги, а також команду з вищої ліги «Таврію». У результаті клуб з другої ліги вперше за історію українського футболу потрапив до чвертьфіналу Кубка України та посів 3 місце. «Перепоною» досягнення статусу фіналіста був матч 7 травня 2014 року з дійсним чемпіоном України — донецьким «Шахтарем». Але і сама гра стала для черкащан історичною, так як гості не змогли за всю гру забити жодного м'яча, і лише у додаткових таймах донеччани провели 3 голи.
Улітку 2014 року «Славутич» об'єднався з командою «Зоря» (Білозір'я) під назвою «Славутич-Зоря», проте незабаром отримав назву «Черкаський Дніпро».

## Колишні гравці
- Белмохтар Саїд — грав у сезоні 2012—2013, зіграв 31 матч, забив 4 голи
- Гринишин Олександр Ярославович
- Лисоконь Михайло Валентинович — грав у сезонах 2011—2012 та 2012—2013, зіграв 43 матчі
- Момотенко Дмитро Васильович — грав у сезоні 2012—2013, зіграв 2 матчі
- Монахов Антон Олександрович
- Панасенко Сергій Олександрович — грав у сезоні 2012—2013, зіграв 8 ігор, забив 1 гол
- Передистий Станіслав Юрійович
- Полянський Віталій Володимирович
- Рева Сергій Володимирович
- Савченко Сергій Сергійович
- Сергійчук Михайло Миколайович — грав у сезонах 2011—2012 та 2012—2013, зіграв 57 ігор, забив 20 голів
- Таран Сергій Миколайович — грав у сезонах 2011—2012 та 2012—2013, зіграв 57 ігор, забив 5 голів
- Тарасенко Євген Володимирович
- Чоларія Тимур Резович — грав у сезонах 2012—2013 та 2013—2014, зіграв 19 ігор
- Шишкін Іван Володимирович — грав у сезонах 2012—2013 та 2013—2014, зіграв 32 гри, забив 3 голи
- Юрчук Валерій Володимирович
- Ясько Артем Олександрович

## Логотипи

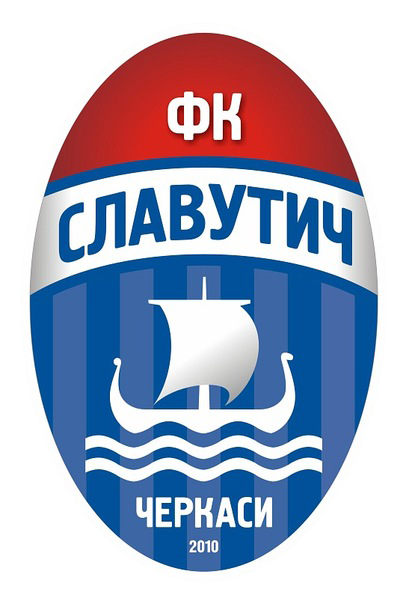
Логотип ФК «Славутич» (2010–2014)
Логотип ФК «Черкаський Дніпро» (2014–2018)Логотип ФК «Черкаський Дніпро» (2014–2018)
Логотип ФК «Черкащина-Академія» (2018–2019)Логотип ФК «Черкащина-Академія» (2018–2019)

## Ігри

### 2011 рік
- Діназ — Славутич 0:1 (0:1) / 04.05, глядачів — 200, гол — О.Гопка (8)
- Арсенал — Славутич 3:2 (2:0) / ?.06
- Путрівка — Славутич 3:0 (1:0) / ?.06, глядачів — 100
- Нива — Славутич 2:0 (1:0) / 02.07, глядачів — 200
- Славутич — Єдність-2 2:0 (0:0) / 06.07, глядачів — 700, голи — О.Гопка (56), Є.Гуд (62)
- Арсенал — Славутич 0:0 (0:0) / 07.07
- УкрАгроКом — Славутич 4:0 (4:0) / 09.07
- Славутич — Полтава 0:2 (0:0) / 10.07, глядачів — 100
- Славутич — Мир 1:0 (0:0) / 16.07, глядачів — 1200, гол — С.Таран (57)
- Славутич — Нива 3:0 (1:0) / 23.07, глядачів — 2200, голи — С.Таран (5), М.Сергійчук (55), М.Гапон (82)
- Кристал — Славутич 0:0 (0:0) / 29.07, глядачів — 2000
- Динамо — Славутич 0:0 (0:0) / 02.08
- Славутич — Чорноморець-2 3:1 (1:0) / 06.08, глядачів — 3100, голи — О.Шуляк (35), М.Сергійчук (77), Д.Кобіков (84)
- Динамо — Славутич 0:2 (0:0) / 13.08, глядачів — 1500, голи — А.Сірий (52), Є.Гуд (74)
- Шахтар — Славутич 4:1 (2:0) / 17.08, глядачів — 2500, гол — О.Тарасенко (46)
- Славутич — Скала 3:2 (2:0) / 21.08, глядачів — 3500, голи — Є.Гуд (31), Д.Атаманюк (46), С.Таран (51)
- УкрАгроКом — Славутич 1:1 (1:1) / 27.08, глядачів — 550, гол — М.Сергійчук (18)
- Славутич — Єдність 4:0 (2:0) / 3.09, глядачів — 3500, голи — М.Сергійчук (13), Д.Атаманюк (23), О.Шуляк (64), О.Тарасенко (93)
- Енергія — Славутич 2:2 (1:1) / 10.09, глядачів — 4000, голи — С.Швей (23, автогол), Ю.Комягін (67, автогол)
- Славутич — Прикарпаття 2:1 (1:1) / 17.09, глядачів — 3500, голи — М.Сергійчук (9), Д.Фаворов (75)
- Славутич — Суми 1:2 (0:1) / 25.09, глядачів — 6300, гол — Д.Кобіков (90)
- СКАД-Ялпуг — Славутич 0:1 (0:1) / 01.10, глядачів — 300, гол — Є.Гуд (9)
- Славутич — Реал-Фарм 0:0 (0:0) / 08.10, глядачів — 4000
- Десна — Славутич 1:1 (0:1) / 15.10, гол — М.Сергійчук (1)
- Нива — Славутич 1:1 (0:0) / 22.10, глядачів — 1200, гол — Є.Гуд (49)
- Славутич — Кристал 1:0 (1:0) / 29.10, глядачів — 3200, гол — Є.Гуд (28)
- Чорноморець-2 — Славутич 2:3 (0:1) / 05.11, глядачів — 150, голи — Є.Гуд (24), Є.Трандафілов (85), М.Сергйчук (94)
- Славутич — Зоря 3:0 (1:0) / 08.11, голи — А.Сірий (27), А.Лєнчінков (73), Є.Чумак (81)
- Ворскла — Славутич 1:3 (1:1) / 15.11, голи — Є.Гуд (91)
- Славутич — УкрАгроКом 2:1 (1:0) / 19.12, голи — Є.Гуд(31, 53), А.Заміус (58)
- Славутич — Арсенал 1:4 (0:4) / 20.12

### 2012 рік
- Славутич — Ретро 2:1 (2:1) / 21.01, голи — В.Кобзістий, Д.Кошелюк
- Динамо-2 — Славутич 1:0 (1:0) / 24.01
- Славутич — Гірник 2:1 (1:0) / 05.02, голи — М.Сергійчук (26), О.Шуляк (72)
- Олександрія — Славутич 0:1 (0:1) / 10.02, гол — автогол (5)
- Кремінь — Славутич 1:5 (0:2) / 12.02, голи — Є.Колесник (20, 61), Є.Трандафілов (44), М.Сергійчук (77, 88)
- Славутич — Гірник-спорт 2:1 (1:0) / 15.02, голи — М.Сергійчук (44), А.Ясько (73)
- Славутич — Полтава 1:1 (0:1) / 16.02, гол — С.Таран (69)
- Славутич — Динамо 1:0 (0:0) / 07.04, глядачів — 8300, гол — Д.Кобіков (62)
- Скала — Славутич 0:1 (0:1) / 12.04, глядачів — 500, гол — О.Тарасенко (45)
- Славутич — УкрАгроКом 0:1 (0:1) / 17.04, глядачів — 2000, гол — О.Волков (2)
- Єдність — Славутич 0:1 (0:1) / 22.04, глядачів — 200, гол — О.Тарасенко (46)
- Славутич — Енергія 0:0 (0:0) / 27.04, глядачів — 4500
- Прикарпаття — Славутич 0:3 (0:1) / 02.05, голи — О.Тарасенко (38*), Р.Дацюк (79, 86)
- Суми — Славутич 1:0 (0:0) / 09.05, глядачів — 3500
- Реал-Фарм — Славутич 0:1 (0:1) / 20.05, глядачів — 200, гол — Є.Гуд (38)
- Славутич — Десна 1:1 (1:1) / 25.05, глядачів — 2000, гол — М.Сергійчук (41)
- Арсенал[7] — Славутич 0:1 (0:0) / 23.06, глядачів — 50
- УкрАгроКом — Славутич 0:0 (0:0) / 26.06, глядачів — 30
- Гірник-спорт — Славутич 2:0 (2:0) / 30.06
- Славутич — УкрАгроКом 1:0 (0:0) / 04.07, глядачів — 200, гол — Ш.Вайда (86)
- Арсенал — Славутич 1:2 (0:0) / 07.07, голи — Р.Мірошніков (60), В.Горкун (65)
- Динамо-2 — Славутич 3:2 (0:0) / 08.07, голи — Є.Гуд (65), Р.Дацюк (85)
- Славутич — Тернопіль 3:0 (1:0) / 14.07, глядачів — 3100, голи — О.Фабунмі (21), С.Таран (62), Є.Гуд (73*)
- Єдність — Славутич 1:1 (1:1) / 21.07, глядачів — 1400, гол — В.Горкун (45)
- Славутич — Скала 2:1 (1:0) / 29.07, глядачів — 3500, голи — О.Тарасенко (16), Є.Гуд (86)
- Динамо — Славутич 0:1 (0:0) / 04.08, глядачів — 1100, гол — Є.Гуд (60)
- Славутич — Оболонь-2 2:3 (0:2) / 11.08, глядачів — 3500, голи — Ш.Вайда (63), Р.Дацюк (70)
- Нива — Славутич 0:0 (0:0) / 18.08, глядачів — 1200
- Енергія — Славутич 0:1 (0:0, 0:0) / 22.08, гол — Ш.Вайда (101)
- Славутич — Кристал 3:1 (1:0) / 26.08, глядачів — 3400, голи — Ш.Вайда (21), М.Сергійчук (52, 69)
- Десна — Славутич 2:1 (1:1) / 01.09, глядачів — 1000, гол — О.Тарасенко (15*)
- Славутич — Реал-Фарм 2:0 (0:0) / 08.09, глядачів — 2800, голи — В.Ткаченко (51), О.Тарасенко (76*)
- Одеса — Славутич 0:3 (0:3) / 15.09, глядачів — 500, голи — О.Ніколайчук (9), Ш.Вайда (16), М.Сергійчук (35)
- Славутич — Волинь 1:3 (0:0, 1:1) / 23.09, глядачів — 9500, гол — Є.Гуд (88)
- Тернопіль — Славутич 3:0 (1:0) / 29.09, глядачів — 1500
- Славутич — Єдність 0:1 (0:0) / 03.10, глядачів — 3200
- Скала — Славутич 1:0 (1:0) / 07.10, глядачів — 1000
- Славутич — Динамо 1:0 (1:0) / 13.10, глядачів — 1900, гол — Ш.Вайда (16)
- Оболонь-2 — Славутич 1:0 (1:0) / 17.10, глядачів — 100
- Славутич — Нива 1:1 (0:1) / 21.10, глядачів — 3100, гол — Є.Гуд (68)
- Кристал — Славутич 1:2 (1:0) / 27.10, глядачів — 650, голи — С.Белмохтар (80), О.Фабунмі (87)
- Славутич — Десна 0:0 (0:0) / 03.11, глядачів — 1700
- Реал-Фарм — Славутич 0:1 (0:1) / 10.11, глядачів — 100, гол — О.Тарасенко (19*)
- Славутич — Одеса 3:2 (1:1) / 17.11, глядачів — 1100, голи — С.Белмохтар (17), О.Тарасенко (85*, 93)
- Зоря — Славутич 0:1 (0:0) / 23.12, глядачів — 50, гол — С.Козаченко (48)
- Зоря — Славутич 0:1 (0:0) / 25.12, глядачів — 20, гол — Ш.Вайда (53)

### 2013 рік
- Полтава — Славутич 4:1 (2:1) / 29.01, глядачів — 50, гол — О.Гринишин (44)
- Славутич — Цетус — 1:2 (0:1) / 09.02, глядачів — 50, гол — О.Тарасенко (77*)
- Зоря-2 — Славутич 0:6 (0:1) / 10.02, глядачів — 50, голи — О.Тарасенко (33), С.Савченко (49, 79), А.Ясько (80), Р.Дацюк (86), М.Сергійчук (88)
- Славутич — Ураган 6:0 (1:0) / 13.02, глядачів — 20, голи — О.Гринишин (26), С.Савченко (57, 68), О.Колос (62), С.Передистий (72), С.Белмохтар (90)
- Славутич — Буревісник 7:1 (2:0) / 15.02, глядачів — 40, голи — С.Белмохтар (6, 45), М.Лисоконь (49), С.Савченко (64), А.Ясько (78), О.Тарасенко (89 пен.), О.Кононихін (91)
- Славутич — Зоря 1:2 (0:0) / 17.02, глядачів — 300, голи — М.Сергійчук (51, 60)
- Славутич — Арсенал 1:1 (1:0) / 25.02, глядачів — 50, гол — С.Чеботарьов (35)
- Славутич — Гірник 2:0 (0:0) / 01.03, глядачів — 20, голи — М.Сергійчук (60, 61)
- Зоря — Славутич 0:2 (0:1) / 04.03, глядачів — 20, голи — М.Лисоконь (38), С.Чеботарьов (68)
- Славутич — Горняк (Учали, Росія) 2:3 (2:2) / 12.03, голи — С.Чеботарьов (2), Р.Дацюк (12)
- Славутич — Кизилжар (Петропавловськ, Казахстан) 0:0 (0:0) / 15.03
- Славутич — Кайсар (Кизилорда, Казахстан) 4:0 (1:0) / 19.03, голи — О.Тарасенко (21, 81*), М.Сергійчук (61), С.Таран (89)
- Славутич — Октан (Перм, Росія) 1:1 (1:1) / 22.03, гол — Р.Дацюк (38)
- Славутич — Ретро 1:1 (0:0) / 01.04, гол — А.Ясько (83*)
- Реал-Фарм — Славутич 1:1 (0:0) / 06.04, глядачів — 300, гол — Р.Дацюк (50)
- Славутич — Десна 1:0 (0:0) / 13.04, глядачів — 3800, гол — В.Жук (60, автогол)
- Нива — Славутич 1:1 (1:0) / 21.04, глядачів — 3000, гол — М.Сергійчук (74)
- Славутич — Тернопіль 3:0 (1:0) / 27.04, глядачів — 3200, голи — О.Тарасенко (39 пен.), М.Сергійчук (49), Р.Дацюк (76)
- Скала — Славутич 1:2 (1:1) / 04.05, глядачів — 500, голи — Д.Кошелюк (10), Р.Дацюк (50)
- Славутич — Реал-Фарм 2:0 (1:0) / 11.05, глядачів — 2400, голи — Є.Ушаков (12, 50)
- Десна — Славутич 3:1 (1:1) / 19.05, глядачів — 1500, гол — М.Сергійчук (15)
- Славутич — Нива 1:1 (1:0) / 25.05, глядачів — 3600, гол — М.Сергійчук (37)
- Тернопіль — Славутич 3:2 (0:1) / 01.06, глядачів — 500, голи — Є.Тарасенко (13), М.Сергійчук (71)
- Славутич — Скала 7:0 (3:0) / 08.06, глядачів — 1300, голи — Є.Ушаков (29), М.Сергійчук (31), С.Панасенко (35), Я.Захаревич (55), Р.Дацюк (68), І.Шишкін (86, 91)
- Динамо-2 — Славутич 2:2 (2:1) / 29.06, голи — Є.Ушаков (17), Р.Дацюк (83)
- Славутич — Національна студентська збірна України 0:2 (0:0) / 01.07, глядачів — 150
- Славутич — Карлівка 1:0 (0:0) / 03.07, глядачів — 150, гол — А.Ясько (90)
- УкрАгроКом — Славутич 1:1 (0:0) / 07.07, глядачів — 50, гол — Д.Мамонов (87, автогол)
- Славутич — Кристал 5:0 (5:0) / 14.07, глядачів — 1500, голи — Є.Ушаков (4, 11), С.Швей (29, автогол), Р.Дацюк (30), І.Шишкін (46)
- Шахтар — Славутич 2:0 (0:0) / 20.07, глядачів — 300
- Славутич — Гірник-спорт — 2:1 (0:1) / 27.07, глядачів — 2300, голи — Р.Полтавець (78), Р.Дацюк (88)
- Кремінь — Славутич 1:2 (1:0) / 03.08, глядачів — 1400, голи — Р.Дацюк (51), С.Чеботарьов (77)
- Реал Фарма — Славутич 2:3 (1:0, 2:2) / 07.08, глядачів — 250, голи — С.Чеботарьов (52), Андреєв (80, автогол), Є.Ушаков (112)
- Славутич — Арсенал-Київщина 3:0 / 11.08, глядачів — 2600, голи — Є.Ушаков (69), Я.Захаревич (74), О.Лобов (87)
- Динамо — Славутич 1:2 (0:1) / 17.08, глядачів — 600, голи — С.Чеботарьов (23), Я.Захаревич (88)
- Славутич — Реал Фарма 2:3 (1:1) / 22.08, глядачів — 1100, голи — Р.Дацюк (13*), Я.Захаревич (63)
- Мир — Славутич 1:2 (0:0) / 27.08, глядачів — 1250, голи — Шимко (48), Р.Дацюк (85)
- Славутич — Шахтар-3 1:2 (0:2) / 01.09, глядачів — 1000, гол — Я.Захаревич (63)
- Славутич — Енергія 2:2 (1:1) / 06.09, глядачів — 600, голи — Є.Ушаков (34), Я.Захаревич (70)
- Скала — Славутич 0:2 (0:1) / 11.09, глядачів — 700, голи — Ф.Ємельянов (20), Р.Дацюк (52)
- Славутич — Оболонь-Бровар 2:1 (1:0) / 16.09, глядачів — 1230, голи — С.Чеботарьов (38), Р.Дацюк (89)
- Тернопіль — Славутич 2:1 (1:1) / 21.09, глядачів — 1500, гол — Ф.Ємельянов (33)
- Славутич — Таврія 3:1 (1:0) / 25.09, глядачів — 4850, голи — Р.Полтаець (25), Я.Захаревич (55), О.Лобов (90)
- Славутич — Макіїввугілля 2:0 (1:0) / 29.09, глядачів — 850, голи — Р.Дацюк (23*), Я.Захаревич (52)
- Сталь — Славутич 1:0 (1:0) / 04.10, глядачів — 500
- Енергія — Славутич 1:2 (0:1) / 14.10, глядачів — 250, голи — Р.Дацюк (33, 68*)
- Славутич — Гірник 1:1 (1:0) / 19.10, глядачів — 1200, гол — О.Полуницький (22)
- Карлівка — Славутич 4:0 (1:0) / 26.10, глядачів — 500
- Славутич — Авангард 1:0 (0:0) / 30.10, глядачів — 6700, гол — М.Сангаре (92, автогол)
- Кристал — Славутич 1:0 (0:0) / 03.11, глядачів — 800
- Славутич — Шахтар 0:0 (0:0) / 09.11, глядачів — 1800
- Зоря — Славутич 1:1 (1:0, 5:6*) / 10.11, голи — О.Лобов (88), пен. С.Чеботарьов, О.Обревко, О.Патяк, А.Галушкін, О.Лобов, Ф.Ємельянов
- Гірник-спорт — Славутич 1:0 (0:0) / 16.11, глядачів — 250
- Славутич — Кремінь 1:0 (0:0) / 23.11, глядачів — 850, гол — О.Лобов (90)
- Арсенал-Київщина — Славутич 1:2 (0:0) / 29.11, глядачів — 200, голи — Р.Дацюк (56, 84*)

### 2014 рік
- Славутич — Буревісник 3:0 (0:0) / 22.01, глядачів — 50, голи — Олійник (автогол, 46), Є.Ушаков (49), В.Ткаченко (72)
- УкрАгроКом — Славутич 2:1 (1:1) / 25.01, гол — Є.Гуд (28)
- Славутич — УкраАгроКом 2:1 (2:0) / 03.02, глядачів — 30, голи — О.Батальський (9, 42)
- Славутич — Гірник-спорт — 2:0 (1:0) / 09.02, глядачів — 50, голи — автогол (34), О.Батальський (75)
- Говерла[8] — Славутич 0:0 (0:0) / 15.02
- Славутич — Севлюш 6:1 (2:1) / 19.02, голи — Р.Дацюк (23), Я.Захаревич (32, 57), В.Шопін (51, 69, 71)
- Славутич — Середнє 2:0 (2:0) / 20.02, голи — О.Батальський (12, 45)
- Славутич — Зоря — 1:1 (1:0) / 23.02, глядачів 300, гол — Р.Мироненко (23)
- Славутич — УкрАгроКом — 1:1 (0:0) / 24.02, глядачів 150, гол — Д.Фаворов (65*)
- Славутич — Буревісник — 1:1 (1:0, 4:2*) / 25.02, глядачів — 50, голи — Є.Ушаков (21), пен. О.Тарасенко, С.Чеботарьов, О.Лобов, В.Шопін
- Славутич — Анагеннісі (Дерінья, Кіпр) 0:0 (0:0) / 05.03 (Кіпр)
- Славутич — Текстильник (Іваново, Росія) 0:2 (0:1) / 08.03 (Кіпр)
- Славутич — ФК «Хімки» (Хімки, Росія) 2:1 (1:0) / 08.03 (Кіпр), голи — О.Музика (19), О.Батальський (80)
- Славутич — ЕНААЛ (Ларнака, Кіпр) 8:1 (2:1) / 13.03 (Кіпр), голи — О.Полуницький (16), В.Гонщик (32), В.Шопін (46, 58), С.Чеботарьов (47), О.Батальський (71, 81), Р.Мироненко (78)
- Славутич — ФК «Мюнсталін» (Швейцарія) 13:2 (3:1) / 17.03 (Кіпр), голи — Я.Захаревич (32, 71, 78), О.Лобов (34, 35, 62, 88), О.Колос (48), А.Сторчоус (50), Є.Ушаков (55, 60, 63, 79)
- Славутич — Нива 1:1 (1:0, 1:1, 4:3*) / 26.03, глядачів — 10300, голи — О.Тарасенко (12), пен. О.Тарасенко, С.Чеботарьов, О.Батальський, О.Лобов
- Славутич — Зоря 3:1 (1:1) / 30.03, глядачів — 100, голи — О.Лобов (29), В.Шопін (69), Є.Ушаков
- Реал Фарма — Славутич 0:0 (0:0) / 05.04, глядачів — 250
- Шахтар-3 — Славутич 1:2 (0:2) / 13.04, глядачів — 100, голи — Р.Дацюк (27), С.Чеботарьов (33)
- Славутич — Тернопіль 0:1 (0:1) / 18.04, глядачів — 3100
- Славутич — Скала 0:0 (0:0) / 26.04, глядачів — 2200
- Оболонь-Бровар — Славутич 1:0 (0:0) / 01.05, глядачів — 1300
- Славутич — Шахтар 0:3 (0:0, 0:0, 0:1) / 07.05, глядачів — 10300
- Славутич — Сталь 2:1 (1:1) / 17.05, глядачів — 1800, голи — О.Тарасенко (19), Ю.бушман (64)
- Енергія — Славутич 0:3 (0:0) / 27.05, глядачів — 500, голи — О.Тарасенко (47*, 84), С.Чеботарьов (52)

### 2015 рік
Черкаський Дніпро у другій лізі Чемпіонату України з футболу 2014—2015 та посів 1-ше місце та забезпечив собі перехід до першої ліги наступного року.

### 2016 рік
Черкаський Дніпро дебютував у першій лізі Чемпіонату України з футболу 2015—2016 та посів 2-ге місце.

### 2017 рік
У Чемпіонаті України з футболу 2016—2017 у першій лізі Черкаський Дніпро посів 8-ме місце.

### 2018 рік
У Чемпіонаті України з футболу 2017—2018 у першій лізі Черкаський Дніпро посів 17-те, передостаннє місце, та перейшов до другої ліги. У липні 2018 керівництво клубу вирішило розформувати команду, створивши замість неї клуб «Черкащина-Академія», який виступатиме у на стадіоні «Зоря» в с. Білозір'я.

## Рекорди
- Найдовша домашня безпрограшна серія у матчах чемпіонату України: 26 матчів без поразок (26.04.2014 р. — 21.11.2015 р.): Друга ліга (26.04.2014 р. — 30.05.2015 р.)+Перша ліга (01.08.2015 р. — 21.11.2015 р.)[9]

## Статистика виступів у національних турнірах
| Сезон                   | Ліга      | М       | І  | В  | Н  | П  | ГЗ | ГП | О  | Кубок України | Єврокубки | Єврокубки | Примітка   |
| ----------------------- | --------- | ------- | -- | -- | -- | -- | -- | -- | -- | ------------- | --------- | --------- | ---------- |
| як «Славутич» (Черкаси) |           |         |    |    |    |    |    |    |    |               |           |           |            |
| 2011–12                 | Друга «А» | 3 з 14  | 26 | 15 | 8  | 3  | 36 | 16 | 53 | 1/32 фіналу   |           |           |            |
| 2012–13                 | Друга «А» | 4 з 11  | 20 | 10 | 4  | 6  | 26 | 18 | 34 | 1/16 фіналу   |           |           |            |
| 2012–13                 | Друга «1» | 3 з 6   | 30 | 15 | 7  | 8  | 47 | 28 | 52 | 1/16 фіналу   |           |           | 2 етап[10] |
| 2013–14                 | Друга     | 7 з 19  | 35 | 19 | 5  | 11 | 46 | 33 | 62 | 1/2 фіналу    |           |           |            |
| як «Черкаський Дніпро»  |           |         |    |    |    |    |    |    |    |               |           |           |            |
| 2014–15                 | Друга     | 1 з 10  | 27 | 20 | 5  | 2  | 54 | 12 | 65 | 1/16 фіналу   |           |           | Підвищення |
| 2015–16                 | Перша     | 2 з 16  | 30 | 16 | 7  | 7  | 45 | 27 | 55 | 1/16 фіналу   |           |           |            |
| 2016–17                 | Перша     | 8 з 18  | 34 | 12 | 12 | 10 | 30 | 29 | 48 | 1/16 фіналу   |           |           |            |
| 2017–18                 | Перша     | 17 з 18 | 34 | 8  | 4  | 22 | 27 | 50 | 28 | 1/32 фіналу   |           |           | Пониження  |
| як «Черкащина-Академія» |           |         |    |    |    |    |    |    |    |               |           |           |            |
| 2018–19                 | Друга «А» | 2 з 10  | 27 | 14 | 6  | 7  | 43 | 23 | 48 | 1/8 фіналу    |           |           | Підвищення |
| як «Черкащина»          |           |         |    |    |    |    |    |    |    |               |           |           |            |
| 2019–20                 | Перша     | 16 з 16 | 30 | 1  | 4  | 25 | 23 | 74 | 7  | 1/32 фіналу   |           |           | Пониження  |
| 2020–21                 | Друга     | 13 з 13 | 0  | 0  | 0  | 0  | 0  | 0  | 0  | 1/32 фіналу   |           |           | Пониження  |